# Tympanoctomys
Tympanoctomys är ett släkte av gnagare i familjen buskråttor med fyra arter som förekommer i Sydamerika.

## Taxonomi
Taxonet listades fram till början av 2000-talet som synonym till släktet Octomys. När dessa släkten skildes från varandra var Tympanoctomys barrerae den enda arten i Tympanoctomys. Året 2014 beskrevs med Tympanoctomys kirchnerorum ytterligare en art och dessutom infogades arterna Tympanoctomys aureus och Tympanoctomys loschalchalerosorum från släktena Pipanacoctomys och Salinoctomys.

## Utseende
Arterna når en kroppslängd (huvud och bål) av 130 till 170 mm, en svanslängd av 114 till 135 mm och en vikt av 67 till 104 g. Vid slutet av svansen finns en tofs. Den är hos ungdjur kort och svartaktig och blir hos äldre individer lång och rödaktig. Pälsens färg är beroende på art. Variationen sträcker sig från mörkbrun till guldfärgad. Dessa gnagare har små klor vid framtassarna. Kännetecknande för släktet är två vippor av styva hår i överkäken som ligger bakom de övre framtänderna samt körtlar i munnen som skiljer sig från salivkörtlarna. De styva håren används för att avlägsna det saltrika yttre skiktet från växterna som utgör födan.

## Utbredning
Släktets arter förekommer i centrala och västra Argentina. De lever i torra landskap som öppna buskskogar, saltslätter eller sanddyner.

## Arter
IUCN listar fyra arter:
- Tympanoctomys aureus, lever i provinsen Catamarca i norra Argentina.
- Tympanoctomys barrerae, har flera populationer i provinserna Neuquén, La Pampa, Mendoza och San Juan i centrala Argentina.
- Tympanoctomys kirchnerorum, är bara känd från provinsen Chubut.
- Tympanoctomys loschalchalerosorum, förekommer i provinsen La Rioja.

## Status
IUCN listar Tympanoctomys aureus och Tympanoctomys loschalchalerosorum som akut hotad (CR), Tympanoctomys kirchnerorum med kunskapsbrist (DD) och Tympanoctomys barrerae som nära hotad (NT).